# Holger Höglund
Holger Wilhelm Höglund (født 31. maj 1906, død 23. marts 1965) var en svensk skuespiller og manuskriptforfatter. Han optrådte i mere end 20 film mellem 1942 og 1963. Sammen med kollegaen Gus Dahlström grundlagde han komedieduoen Bror min å ja, som senere skiftede navn til Gus & Holger.
Holger Höglund ligger begravet på Biskopskulla kyrka i Enköpings kommun.

## Udvalgt filmografi
- Tag dig af Ulla (1942, ukrediteret)
- Jaget (1945, ukrediteret)
- Gadens musketerer (1945, ukrediteret)
- Moderhjertet (1946, ukrediteret)
- To tossede rekrutter (1946)
- Regimentets glade drenge (1949)
- Der var engang en sømand (1951)
- 69, sergenten og jeg (1952)
- Fartfeber (1953)
- Johan på Stengården (1956)
- Tre dar i buren (1963)